# Guy L. Nesom
Guy L. Nesom  ( n. 1945) es un botánico y profesor estadounidense, que desarrolla su actividad científica en el "Botanical Research Institute of Texas", de la Universidad Metodista del Sur.
En 1967 obtuvo su B.A. (Psychología/Biología) en el "Davidson College". En 1970 posee el M.A. (Botánica Sistemática) en la Universidad de Carolina del Norte, defendiendo la tesis Variation in Erigeron flagellaris Gray and its presumed relatives endemic to southwestern Utah , y allí mismo, en 1980 su Ph.D. (Botánica Sistemática), con la tesis A revision of the Epappose species of Erigeron (Asteraceae-Astereae). (enlace roto disponible en Internet Archive; véase el historial, la primera versión y la última).
Ha realizado importantes contribuciones a la familia Asteraceae del trópico centromaericano, y de EE. UU. y México.
- La abreviatura «G.L.Nesom» se emplea para indicar a Guy L. Nesom como autoridad en la descripción y clasificación científica de los vegetales.[1]

## Honores

### Eponimia
Géneros
- (Asteraceae) Neonesomia Urbatsch & R.P.Roberts 2004[2]

- (Asteraceae) Nesomia B.L.Turner[3]

Especies
- (Asteraceae) Aldama nesomii (B.L.Turner) E.E.Schill. & Panero[4]

- (Polygonaceae) Polygonum nesomii T.M.Schust. & Reveal[5]